# ピュアソングガーデン!
『ピュアソングガーデン!』は、PULLTOPより2017年6月30日に発売された美少女アドベンチャーゲームである。制作チームは「ココロ@ファンクション!」のスタッフが中心となっており、「ココロ@ファンクション!」と同様にVR（バーチャル・リアリティ）が当たり前になった近未来の世界を舞台としている。キーワードは“VR”、“ヴァーチャルアイドル”、“音楽”。未来からやって来たという少女によってそれまでの日常が大きく変わり始める物語である。
2020年3月12日にアクラスのブランド「アイチェリー」からDVD PlayersGame版が発売された。

## システム
本作は、マウスクリックなどでテキストを読み進めていくオーソドックスな恋愛アドベンチャーゲームである。いわゆる攻略ヒロインは5人。
『ココロ@ファンクション!』と同様に、近未来の様々な用語が登場するが、テキスト中の出現に合わせて画面右側に用語説明ウィンドウが表示される。一度表示された用語説明は、ギャラリーページで再確認できる。また、キャラクターアニメーションツール「E-mote」が採用されており、立ち絵はアニメーションで表示される。

## ストーリー
（出典：）
舞台は2027年、VR技術の普及したダイバ。大規模VRイベント「ピュアソングガーデン」の開催が間近に迫っている。山葉奏多はイベント関係者の柳沢律とは古くからの知り合いで、所属するサークルの部長から律のコネでチケットが手に入らないか相談される。奏多が律に聞いてみたところ、チケットは譲ってくれなかったが、イベント中のアルバイトとして会場内に入れるようにしてもらえる。
ピュアソングガーデンの目玉はVRアイドルの「アイ」だった。奏多達が「アイ」のリハーサルを見学していたところ、事故が発生した。「アイ」として起動するはずだったVRアイドルの素体に、2077年の未来のダイバから来たという星野いろはが入ってしまったのだ。

## 登場人物
（出典：）

### 主人公
山葉 奏多（やまは かなた）
T170
本作品の主人公。有明臨海付属アリアケキャンパスM3部の部員。
バイオリニストの父親とピアニストの母親のもとに生まれ、幼少期から高度な音楽教育を受けてきたが、才能に見切りを付けてやめてしまった。両親は仕事のためほとんど海外におり、親同士が知り合いの玖音が同居人となっている。音楽をやめてからは鬱屈した日々を過ごしていたが、玖音に無理矢理引っ張られる形で、現在は学園のM3部に所属している。

### メインヒロイン
星野 いろは（ほしの いろは）
声 - 三代眞子
T158 B89/W57/H87
2077年の未来のダイバからやって来た少女。
ダイバ生まれのダイバ育ち、生粋のダイバっ子。タイムシフトで2027年のダイバへ観光に来たところ、意識がVRアイドル「アイ」の素体の中に入ってしまう。GNCの研究所には部外者を入れられないため、奏多と玖音の家で預かることになった。ちなみに「アイ」と本物のいろはの外見は92%一致している（注：VRアイドルは人間が作った理想の美少女である）。
アイ
GNCが開発した、実体のある新しい形のVRアイドル。ドール形状の素体に衣装等のVR画像をマッピングする仕組みで、「アイ」のドール素体はラブドールのトップメーカーであるルネサンス工業によって制作されている。
ピュアソングガーデンのメインイベントの主役としてステージに立つことになっていた。
河和井 玖音（かわい くおん）
声 - 桜乃ひよ
T160 B92/W59/H88
M3部の部員。奏多の幼なじみで、現在は同居人。奏多のことは奏多の両親から頼まれている。
無自覚なスキンシップが多く、奏多にはよく胸があたっている。
実は奏多とはある点で似たもの同士で、逃げ癖があり、肝心なところでは正面から立ち向かおうとしない。
下国 明日歌（しもくに あすか）
声 - 花園めい
T154 B85/W57/H82
M3部の部員。奏多の後輩。
歌唱には天賦の才能を有しており、奏多は自分が持っていないものを持つ明日歌に壁を感じてしまっている。
非の打ち所のない美少女だが、自分好みの音を集める趣味があり、そのセンスが極めて独特なため残念がられている。奏多の声が一番好きで、奏多と知り合うまでは父親の声が一番好きだった。自分の声も一つの楽器として捉えている。
トヨスのマンションで両親と暮らしている。
柳澤 律（やなぎさわ りつ）
声 - 奏雨
T163 B88/W60/H86
奏多と同じマンションに住む年上の女性。GNCダイバ研究所に勤めており、肩書きは「VR方面主任特別研究員」。ダイバのVR関係の統括責任者である。ラボにはタコのぬいぐるみを置いており、インテリアだけでなく、アバターや個人アイコンに至るまでタコを使用している。そのため陰で「タコの柳澤」と呼ばれている。
奏多が小さかった頃、不在がちな両親に代わって面倒を見ていた。奏多の初恋の相手。
すず
声 - 羽鳥いち
T150 B79/W55/H81
いろは専用の汎用型ナビゲーション・フェアリー。ナビゲーション・フェアリーとはユーザーをサポートするために作られた未来の人工知能のことで、妖精の姿をしている。今回、いろはの時間旅行のため、タイムシフト支援エンジンが組み込まれ強化された。
2077年の科学で作られており、奏多のことを下等生物と馬鹿にしたりする。尊大で毒舌だが、いろはには徹底的に甘い。花丸のVR画像を作り出し、空中を飛ばして「花丸をあげ」たりする。

### サブキャラクター
島村 真琴（しまむら まこと）
声 - 五行なずな
T160 B87/W58/H84
M3部の部長。全体を取りまとめる役を担っている。
才能には恵まれなかったが音楽が好き。音楽業界には顔が広い。奏多の鬱屈した生き方を見てきた。
高峰 調（たかみね しらべ）
声 - 百瀬ぽこ
T159
M3部の部員。奏多の同学年の友達。小柄で女顔だが男である。
演奏、作曲、作詞方面の才能はないが、知識は豊富であり、機材の操作にも長けている。音楽スタジオでバイト中。
下国 弦次（しもくに げんじ）
声 - 河村眞人
T173
明日歌の父親。臨海区の行政トップである。
大規模フェス「ピュアソングガーデン」の責任者の一人であり、フェスの技術担当である律とは仕事上の付き合いがある。

## 世界観・用語
（出典：）
臨海区（通称：VR特区）〜ダイバ地区
四年前、VRや自動運転技術、AIなどの先進技術を推進・実践するため、行政区から分離されて特別区「臨海区」が誕生した。通称はVR特区。行政管理責任者は明日歌の父親である下国弦次。VR普及のため、行政はオーバートーンの貸出を無償で行っている。
ダイバ地区は沿岸部を埋め立てて造成された、複数の島から構成される区域であり、VR特区の中心部である。周辺の交通網は東臨高（東京臨海高速交通）として統合されており、自動運転バスが運行されている。全国に先駆けてVRのある街作りを推進しており、有数の観光地にもなっている。また、GNCジャパン・ダイバ研究所が置かれており、研究開発のほか、VR特区への技術提供がなされている。
奏多と玖音はダイバ島にある高級タワーマンション「ダイバツインタワー」の東棟・タワーイースト30階で暮らしており、月の大橋を渡ってアリアケ島にある有明臨海付属に通っている。
GNC
世界的ネットワーク企業であり、正式名称は「グローバル・ネットワーク・コンピューティング」。優秀なエンジニアを集め、VRをはじめとした様々な技術領域の研究を行っている。ダイバ地区で使用されているVRや自動運転システム、AIといった技術もGNCが関わっており、ピュアソングガーデンにも全面的に協力している。
オーバートーン
GNCが提唱するVR規格対応端末の名称で、2027年時点の世界標準。視覚をサポートするためのVRグラスと、聴覚をサポートするVRイヤホンのペアで構成される。VRグラスにはコンタクトレンズタイプや眼鏡タイプ、VRイヤホンにはインナーイヤータイプやヘッドホンタイプがある。VRによる公共サービスが行き届いているダイバでの普及率はほぼ100%。住人はVRサービスを利用するために常時装着・起動させている。
VRアイドル
VRモデルを使用した疑似人格の非実在アイドル。技術的には、VRデータとして作成された3D人体モデルにAIを組み込んだものを指す。VR技術の発達とデータの蓄積により製作が容易になっており、個人が製作したインディーズのVRアイドルも多く存在している。
ピュアソングガーデン
ダイバ地区で二日間にわたって開催される大規模VRフェスの名称。
ダイバ地区はVR特区ではあるが、リアルとヴァーチャルが混在することで人々が混乱しないよう、VR技術の運用には注意が払われている。公共で利用されているものはほとんどがAR（拡張現実）の領域にとどまっており、MR（複合現実）は限られた部分でしか実現できていない。
ピュアソングガーデンとは、普段は制限されているVRをダイバ全体で展開させ、リアルとヴァーチャルの融合という新たな可能性を示すことを目的としたヴァーチャルライブイベントである。
会場は以下の7つのエリアに分かれている。
- セントラルエリア（グランドセンターデッキ）
- レインボーエリア（デッキ内展望スペース）
- スカイエリア（東京ダイバシティ駅前）
- オーシャンエリア（ダイバ海浜公園）
- フォレストエリア（潮風プロムナード公園）
- ムーンエリア（月の大橋）
- ギャラクシーエリア（ZIP東京）

タイムシフト
スーパーダイブシステムの応用により、情報素子を四次元的に移送させるシステムであり、あらゆる存在を情報素子化することで、位相空間における概念転移を可能にしている。移送対象はヒトの意識に限らず、実体を伴う転移も可能だが、条件は意識のみの場合と違って厳しくなる。
タイムシフトによる時間旅行は、転移先に対象物を必要とする。ただの人形では条件を満たさず、自律歩行可能な運動性能など相当の技術力を要求される。今回のいろはの場合は、アイのドール素体が条件を満たすものだった。
時間旅行の権利は抽選によって割り当てられ、宝くじ並の確率である。当籤後には適性検査が行われるので、実際は宝くじよりも厳しい。
M3部（エムスリー部）
有明臨海付属アリアケキャンパスのサークル活動の一つ。正式名称は「ミュージック・メディアミックス・メイト（Music Media-Mix Mate）」。音楽を総合的に楽しむことを目的とした部活動である。活動内容は音楽に関すること全般。部室には使われなくなった音響機材が集められている。
アカシくん
奏多のオーバートーンに特別にインストールされている、律が開発した未来予測システム。アバターのデザインは律の趣味でタコになっている。GNCの保有する膨大なビッグデータを解析することで擬似的な仮想世界を構築し、そこで未来を試算することで簡易的な予測を行う。断定はできず、複数の可能性を提示するにとどまる。
ハーモニクス
アカシくんの未来予測技術を応用した作曲支援システム。思いついたメロディを口ずさむことでデータとして蓄積し、蓄積されたデータをもとにオリジナルの曲を生み出すことができる。発案者は奏多。

## 制作スタッフ
（出典：）
- 企画 - 高嶋栄二、Yow
- シナリオ - なたけ、高嶋栄二、紺野アスタ、不動尊
- キャラクターデザイン・原画 - 基井あゆむ、marui、ペコ太郎、網野コハク（サブ）、白井一片（サブ）、田口まこと（SD原画）
- 音楽 - TWOFIVE、Elements Garden、ヤヅチスエタ
- グラフィックチーフ - Rけん
- 美術設定・背景原画 - Bcd
- 背景美術 - 花井太郎
- ロゴデザイン - まーと
- ウェブサイト - プ～
- ディレクター - Yow
- 制作 - PULLTOP

## 主題歌
（出典：）
オープニングテーマ「ワールドスタート」
歌 - Rin'ca / 作詞 - Minao Ohse / 作編曲 - おおくまけんいち
ファーストソング「ラブエア」
歌 - アイ（三代眞子） / 作詞 - 織田あすか（Elements Garden） / 作編曲 - 菊田大介（Elements Garden）
テーマソング「エンゼルブレス」
歌 - 星野いろは（三代眞子）/ 作詞・作編曲 - ヤヅチスエタ
ユアソング「ドリームトュモロー」
歌 - 下国明日歌（花園めい） / 作詞 - Minao Ohse / 作編曲 - 岩垂徳行
ワールドソング「ソング・フォー・ミュージック」
歌 - M3部 / 作詞 - Minao Ohse / 作編曲 - おおくまけんいち

## サウンドトラック
ピュアソングガーデン! サウンドトラック『ミライレコード!』
初回版特典。主題歌5曲とゲーム内で使用された全BGMの合計26曲が音楽CD1枚に収録されている。
| #         | タイトル                                                   | 作詞                          | 作曲                        | 時間 |
| --------- | ---------------------------------------------------------- | ----------------------------- | --------------------------- | ---- |
| 1.        | 「ワールドスタート」(歌：Rin'ca)                           | Minao Ohse                    | おおくまけんいち            | 4:28 |
| 2.        | 「エンゼルブレス」(歌：星野いろは（三代眞子）)             | ヤヅチスエタ                  | ヤヅチスエタ                | 4:07 |
| 3.        | 「ラブエア」(歌：アイ（三代眞子）)                         | 織田あすか（Elements Garden） | 菊田大介（Elements Garden） | 4:27 |
| 4.        | 「ドリームトゥモロウ」(歌：下国明日歌（花園めい）)         | Minao Ohse                    | 岩垂徳行                    | 4:16 |
| 5.        | 「ソング・フォー・ミュージック」(歌：M3部（三代眞子、他）) | Minao Ohse                    | おおくまけんいち            | 5:34 |
| 6.        | 「オーバーチュア〜ネバーガーデン」                         |                               | TWOFIVE                     | 2:45 |
| 7.        | 「パラダイススコア」                                       |                               | TWOFIVE                     | 2:31 |
| 8.        | 「ユートピアノート」                                       |                               | TWOFIVE                     | 2:06 |
| 9.        | 「アイランド・オブ・エデン」                               |                               | TWOFIVE                     | 2:28 |
| 10.       | 「ティル・ナ・ノーグ・ベル」                               |                               | TWOFIVE                     | 2:42 |
| 11.       | 「シャングリラリズム」                                     |                               | TWOFIVE                     | 2:27 |
| 12.       | 「イマジネーションサイド」                                 |                               | TWOFIVE                     | 2:53 |
| 13.       | 「プレゼントデイ・プレゼントタイム」                       |                               | TWOFIVE                     | 1:07 |
| 14.       | 「オルタナティブ」                                         |                               | TWOFIVE                     | 2:11 |
| 15.       | 「オクトパス・ナンバー8」                                  |                               | TWOFIVE                     | 2:04 |
| 16.       | 「トロピカルサンバ!」                                      |                               | TWOFIVE                     | 1:38 |
| 17.       | 「ドゥーム」                                               |                               | TWOFIVE                     | 2:11 |
| 18.       | 「ミスティックウィスパー」                                 |                               | TWOFIVE                     | 1:44 |
| 19.       | 「トゥ・ビューティフルコーダ」                             |                               | TWOFIVE                     | 2:49 |
| 20.       | 「プリミティブビート」                                     |                               | TWOFIVE                     | 2:06 |
| 21.       | 「ミュージックダイバーシティ」                             |                               | TWOFIVE                     | 3:46 |
| 22.       | 「ハーモニックフラワー」                                   |                               | TWOFIVE                     | 2:28 |
| 23.       | 「アカシックツリー」                                       |                               | TWOFIVE                     | 2:30 |
| 24.       | 「ピュアハート」                                           |                               | TWOFIVE                     | 2:03 |
| 25.       | 「ヘブン」                                                 |                               | TWOFIVE                     | 3:43 |
| 26.       | 「フェアリーホロウ」                                       |                               | TWOFIVE                     | 2:06 |
| 合計時間: | 合計時間:                                                  | 合計時間:                     | 73:10                       |      |
「ピュアソングガーデン!」コンプリートサウンドトラック『エンゼルラブソング』
2018年6月29日発売。DVD1枚。主題歌5曲のフル、インストゥルメンタル等の各バージョン、全BGMのフル、ショート、演出用、サイト用ミックスなど、ゲーム内外全ての楽曲・計79曲を96kHz/24bitで収録。「PSGセット」にはB2サイズクロスポスター（下国明日歌）が付属する。

## 反響

### 売り上げ
本作は発売月（2017年6月）の売り上げにおいて、Getchu.comの集計では7位を記録した。発売年（2017年）においては、Getchu.comの集計では上位50位の圏外、『BugBug』の集計では上位20位の圏外であった。

### 人気投票
| 部門名       | Getchu.com | BugBug    | アワード  |
| ------------ | ---------- | --------- | --------- |
| 総合         | 圏外/20位  | 圏外/20位 | 45位/50位 |
| シナリオ     | 圏外/10位  | 圏外/20位 | 部門なし  |
| グラフィック | 圏外/10位  | 部門なし  | 部門なし  |
| 音楽         | 圏外/10位  | 圏外/20位 | 部門なし  |
| システム     | 圏外/10位  | 圏外/20位 | 部門なし  |
| ヴォイス     | 部門なし   | 圏外/20位 | 部門なし  |
| ムービー     | 圏外/10位  | 部門なし  | 部門なし  |
| エッチ       | 圏外/10位  | 圏外/20位 | 部門なし  |
| キャラクター | 0人/20位   | 0人/20位  | 部門なし  |

本作は発売月（2017年6月）のユーザー人気投票において、Getchu.comの4位を獲得した。発売年（2017年）の人気投票においては、Getchu.comでは全部門で圏外、『BugBug』では全部門で圏外、萌えゲーアワードでは45位であった（表：「2017年の美少女ゲーム人気投票における本作の位置」に一覧を示す。）。

### ユニットメンバー
1. ↑  星野いろは（三代眞子）、河和井玖音（桜乃ひよ）、下国明日歌（花園めい）、柳沢律（奏雨）、すず（羽鳥いち）、島村真琴（五行なずな）、高峰調（百瀬ぽこ）